# Jaws 3-D
Jaws 3-D és una pel·lícula de terror i thriller dirigida per Joe Alves i protagonitzada per Dennis Quaid. Va ser estrenada en 1983 i va tenir una recepció no favorable per part de la crítiques.
Jaws 3-D és el tercer lliurament de Tauró de 1975, que a causa de l'estrena anterior d'una pel·lícula italiana amb el títol de Jaws 3 (titulada originalment L'ultimo squalo) a aquesta se li va complementar el 3-D en el títol de la pel·lícula.

## Argument
Un gran tauró blanc segueix a un equip d'esquiadors de l'aigua. El motor del vaixell s'apaga però el conductor del vaixell d'esquí se les arregla per a encendre el motor abans que el tauró aconsegueixi acostar-se. El tauró segueix als esquiadors d'aigua al parc SeaWorld, llançant-se cap a la porta del parc -que fa que tingui sortida a la mar- fora dels seus carrils mentre s'està tancant. Mentrestant, a Florida anuncien l'obertura d'una nova atracció de SeaWorld que està sota l'aigua, l'atracció tracta sobre túnels que permetran veure als animals del parc.
Kathryn Kay Morgan, biòloga marina d'alt nivell de SeaWorld, es pregunta per què els dofins Cindy i Sandy tenen tanta por de sortir. Mentrestant Sean Brody, el germà menor de Mike, visita a Mike i Kay. Shelby Overman se submergeix en l'aigua per reparar i assegurar les portes però és assassinat per un tauró. Aquesta nit, dos homes amb equip de busseig aconsegueixen colar-se al parc en un petit pot inflable per a robar corall amb la intenció de vendre'l. Els dos bussos són assassinats pel tauró, que també mossega i enfonsa el pot inflable.
L'endemà, Kay i Mike Brody informen sobre la desaparició d'Overman, i utilitzen un petit submarí per a buscar a través d'un galió espanyol sota l'aigua. A pesar que els dofins Cindy i Sandy tracten de mantenir-se fora, comencen a actuar estrany. En acostar-se al galió espanyol es troben amb un petit tauró blanc que els ataca, però els dofins aconsegueixen rescatar a Kay i Mike.
L'administrador del parc, Calvin Bouchard, no creu la història del tauró, però la història és emocionant per a l'amic oceanògraf / realitzador publicitari-obsessionat Phillip FitzRoyce, amic de Calvin, que manifesta la seva voluntat de matar al tauró en la televisió. Kay creu que matar el tauró seria bo per a un titular, però la captura i el manteniment d'un gran tauró blanc en captivitat garantiria equips de televisió i diners constantment en SeaWorld. Una nit el jove tauró és capturat. Calvin desesperat, dona l'ordre que es traslladi un petit tanc d'exhibició, encara que més tard mor en l'estany.
En els túnels sota l'aigua els turistes queden terroritzats quan veuen el cadàver d'Overman surar fins a una finestra. Kay examina les marques de mossegades al cadàver d'Overman i s'adona que el tauró que va matar a Overman ha de ser la mare del petit tauró que va morir en l'estany i, pel fet que Overman va morir a l'interior del parc, el tauró mare també ha de ser-hi. Kay, en veure la base de la forma de la mossegada, conclou que la boca del tauró ha de ser d'uns tres peus d'ample i, per tant, el tauró mesura 35 peus de llarg. Això captura l'atenció de FitzRoyce, però Kay no pot convèncer a Calvin fins que el tauró enorme es mostra a si mateix en la finestra de cafè sota l'aigua del parc, terroritzant als clients.
El tauró sorgeix de l'aigua i comença a perseguir els esquiadors d'aigua. Kelly i el germà de Mike, Sean, són atacats pel tauró. El tauró ataca a Kelly i li causa una ferida a la seva cama, després se submergeix de nou a l'aigua i ataca als túnels sota l'aigua causant una fugida en la qual gairebé s'ofeguen totes les persones, deixant-les tancades en els túnels.
FitzRoyce i el seu ajudant Jack atreuen al tauró en el tub de filtració per acabar amb ell. El tauró aconsegueix atrapar a FitzRoyce en la seva boca, FitzRoyce intenta utilitzar una granada per a matar-lo, però el tauró aparentment se l'empassa abans que pugui tirar del passador de seguretat. Amb el tauró de manera segura en la canonada, Mike i Kay se submergeixen per a reparar el túnel sota l'aigua, per la qual cosa els tècnics poden restaurar la pressió de l'aire i salvar als clients, Calvin ordena apagar la bomba de filtració per a sufocar el tauró, encara que l'esqual s'aconsegueix alliberar de la canonada i ataca a Mike i Kay. Ells aconsegueixen escapar gràcies a l'ajuda dels dofins Cindy i Sandy, que ataquen al tauró per a distreure'l, breument les persones en els túnels sota l'aigua aconsegueixen escapar.
Mike i Kay es reuneixen amb Calvin a la sala de control, però el tauró apareix davant de la finestra i trenca el cristall fent que s'inundi el local, i un dels tècnics queda inconscient. Calvin se les arregla per nedar i rescatar al tècnic inconscient, però un altre tècnic és menjat pel tauró en el procés. Mike s'adona del cadàver de FitzRoyce en la gola del tauró amb la granada a la mà, Mike utilitza un pal per a tirar del passador de la granada, matant al tauró. Mike i Kay escapen a la superfície i es reuneixen amb els dofins Cindy i Sandy.

## Repartiment
- Dennis Quaid com Michael "Mike" Brody.
- Bess Armstrong com la doctora Kathryn "Kay" Morgan.
- Simon MacCorkindale com Philip FitzRoyce.
- Louis Gossett Jr. com Calvin Bouchard.
- John Putch com Sean Brody.
- Lea Thompson com Kelly Ann Bukowski.
- P. H. Moriarty com Jack Tate.
- Alonzo Ward com Fred.
- Daniel Stewart com Ed, el lladre de corall.
- Jim Wilhelm com Randy, el lladre de corall.
- Liz Morris com Liz.
- Dan Blasko com Dan.
- Lisa Maurer com Ethel.
- Harry Grant.
- Andy Hansen.
- P. T. Horn com el guia del túnel.
- John Edson, Jr. com Bob Woodbury.
- Kaye Stevens com Mrs. Kallender.
- Rich Valliere com Leonard Glass.
- Cathy Cervenka com Sherrie.
- Jane Horner com Suzie.
- Kathy Jenkins com Sheila.
- Steve Mellor com un anunciant.
- Ray Meunnich com un paramèdic.
- Les Alford como un reporter.
- Gary Anstaett como un reporter.
- Scott Christoffel com un treballador.
- Debbie Connoyer como la esquiadora que crida.
- Mary Davis Duncan como el reporter de la festa.
- John Floren como un treballador.
- John Gaffey com Rick.
- Joe Gilbert com Mr. Brit.
- Will Knickerbocker com un home entre la multitud.
- Jackie Kuntarich com un esquiador.
- Edward Laurie com un turista.
- Holly Lisker com una dona en el túnel.
- M. J. Lloyd com una dona pirata.
- Carl Mazzocone com un jugador.
- Ken Olson com a Xarxa.
- Ronnie Parks com Clyde.
- Al Pipkin com Mr. Bluster.
- Barbara Quinn com una persona ansiosa en el túnel.
- Irene Schubert com una reportera.
- August Schwartz com Ted.
- Sandy Scott com un concessionari.
- Tony Shepherd.
- Dolores Starling com Charlene Tutt.
- Tamie Steinke com Candy.
- Roxie Stice.
- Laurie Thomas com una guia turístic.
- Carol Tracy com una turista.
- Laura Tracy com una noia en el túnel.
- Patrice Wallace com un esquiador.
- Doreen Weese com Mrs. Brit.
- Jon Freda com un reporter.
- Melody Gold com una noia en el túnel.
- Guy Messenger.
- Kevin Tyson.

## Dades sobre l'estrena
La pel·lícula va fer ús del 3-D, durant el renovat interès d'aquesta tecnologia a principis dels 80, que també van usar films com Friday the 13th Part III i Amityville 3-D. El públic havia d'usar unes ulleres de cartó d'un sol ús polaritzades per a crear la sensació que els elements se sortien de la pantalla. Diverses preses i seqüències van ser dissenyades per a utilitzar l'efecte, com l'escena de la destrucció del tauró.

## Recepció de la crítica
La pel·lícula va ser criticada molt negativament. Variety la va descriure com a «tèbia» declarant que el director Joe Alves «fracassa en passar tant de temps amb el tauró blanc». A més té un índex de 12% en Rotten Tomatoes.

## Premis i nominacions
Premis Golden Raspberry de 1983
| Categoria                   | Persona                    | Resultat |
| --------------------------- | -------------------------- | -------- |
| Pitjor pel·lícula           | Universal Pictures         | Nominada |
| pitjor actor de repartiment | Louis Gossett, Jr          | Nominat  |
| Pitjor director             | Joe Alves                  | Nominat  |
| Pitjor guió                 | Richard Matheson           | Nominat  |
| Pitjor nova estrella        | Los delfines Cindy y Sandy | Nominat  |